# Ligne de Cerdagne

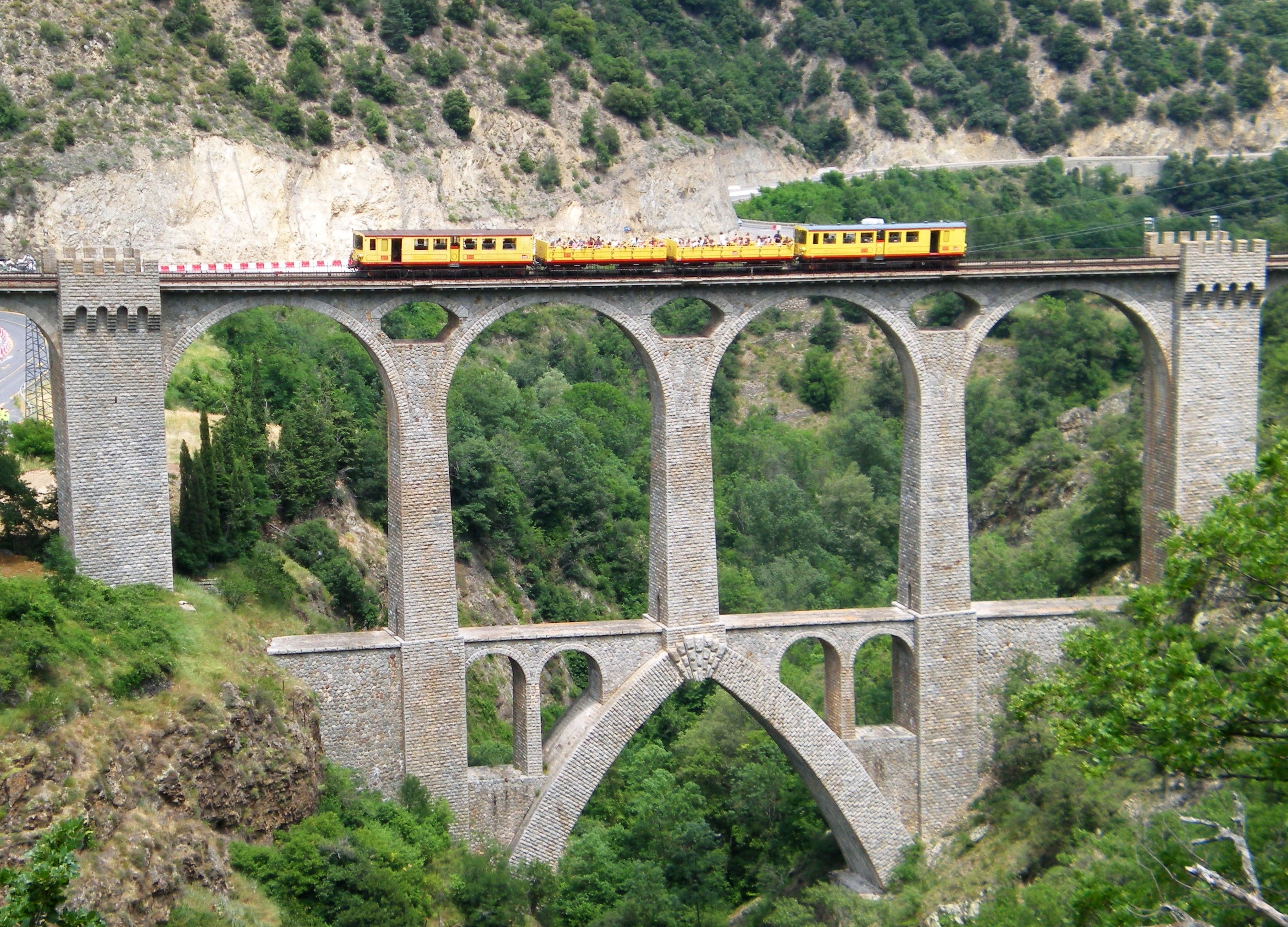
Pont Séjourné

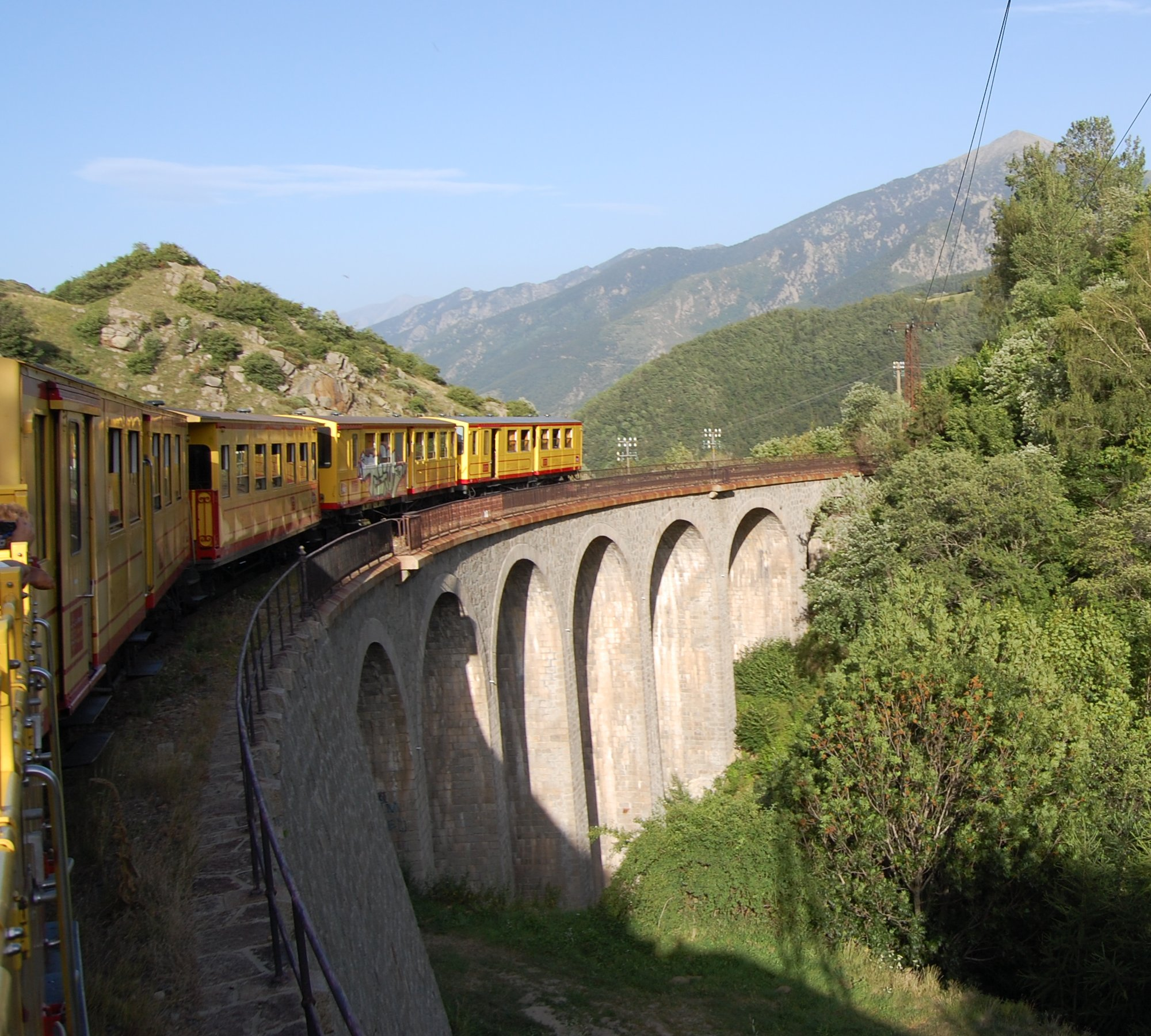
Viadukten i L'Isle-Jourdain

Ligne de Cerdagne, också benämnd Train jaune, är en 62,5 kilometer lång fransk smalspårig järnvägslinje med spårvidd 1000 mm mellan Villefranche-de-Conflent och Latour-de-Carol i departementet Pyrénées-Orientales. Den ägs av franska staten via Réseau Ferré de France och passagerartrafiken bedrivs sedan 1938 av SNCF med gulfärgade motorvagnståg, vilket gett den smeknamnet "Gula tåget".
Järnvägslinjen står i förbindelse med resten av det nationella nätet i båda ändar och också med det spanska nätet. Den östra ändstationen Villefranche-de-Conflent ligger i direkt anslutning till linjen från Perpignan till Villefranche-de-Conflent. Den västra, internationella ändstationen Latour-de-Carol ansluter till linjen från Portet-Saint-Simon till Puigcerda och vidare till Toulouse med en standardspårvidd på 1 435 mm samt till linjen från Ripoll till Latour- de-Carol, som trafikeras på bredspårig bana med spårvidd på 1 668 mm.

## Historik
Compagnie des chemins de fer du Midi et du Canal latéral à la Garonne fick 1903 koncession för en järnväg mellan Villefranche-de-Conflent och Bourg-Madame och 1914 gavs koncession för en förlängning av järnvägen från Bourg-Madame till den franska gränsstationen för den transpyreneiska linjen mellan Ax-les-Thermes i Frankrike och Ripoll i Spanien. Anläggandet påbörjades 1903, och avsnittet till Mont-Louis slutfördes 1910, följt av en förlängning till Latour-de-Carol 1927.
Mellan 1910 och 1933 drevs linjen av Compagnie des Chemins de fer du Midi. Åren 1934–1938 drevs den i det fusionerade Chemin de Fer de Paris à Orléans et du Midi. Efter nationaliseringen av det franska järnvägsnätet trafikeras banan sedan 1938 av SNCF.

## Bildgalleri

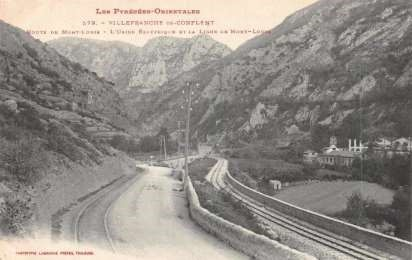
Villefranche-de-Conflent, omkring 1910
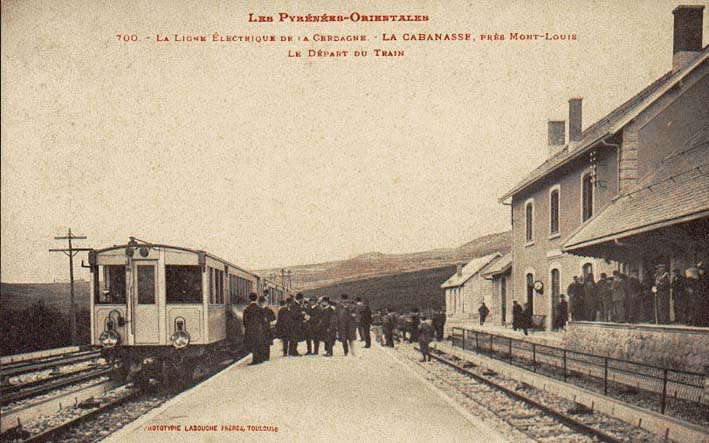
Järnvägsstationen Mont Louis–La Cabanasse, omkring 1910, med motorvagnståg littera Z100, littera Z 100 byggda 1908–1912 av Société alsacienne de constructions mécaniques för Ligne de Cerdagne
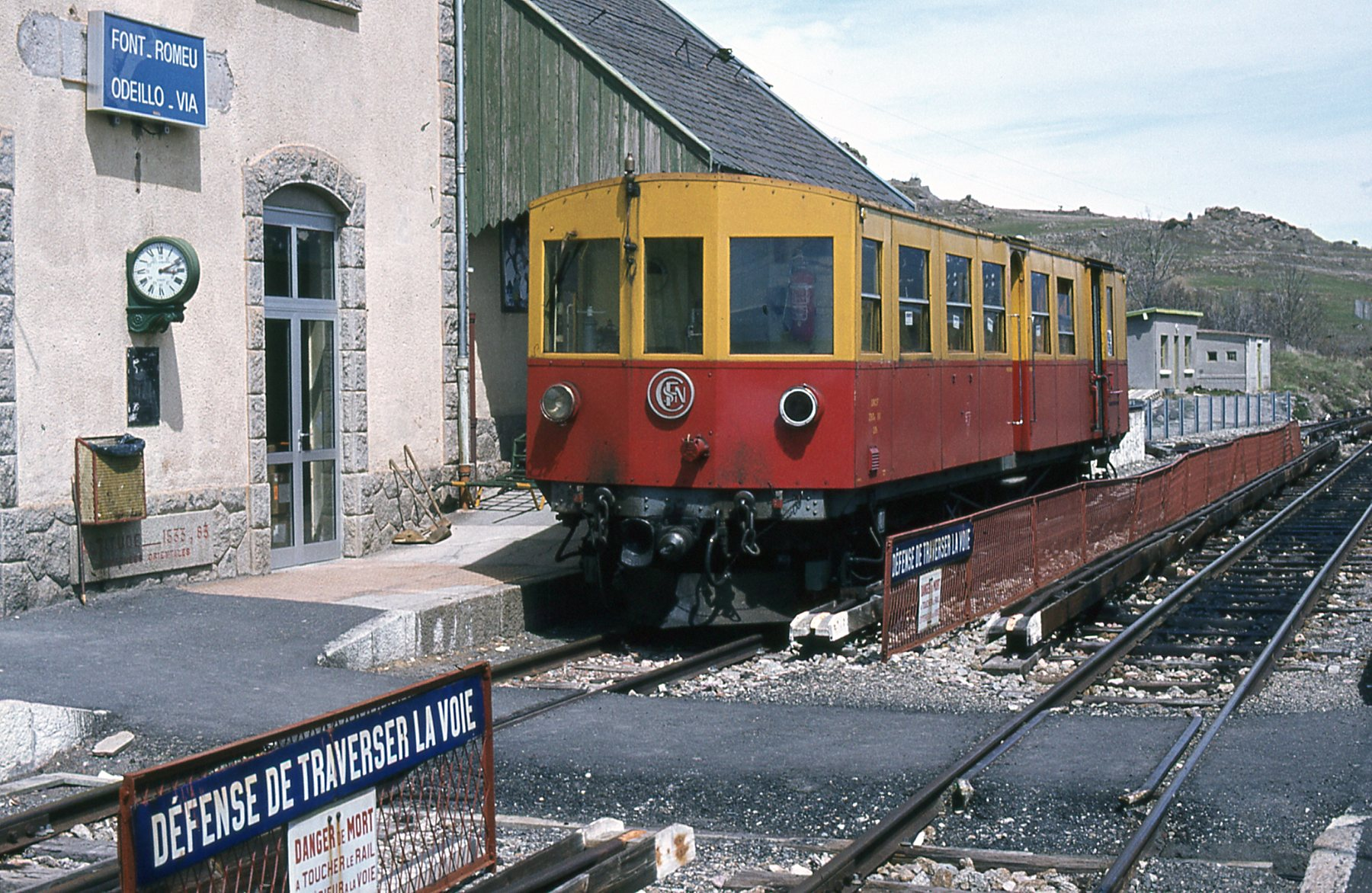
Tåg på stationen Font-Romeu-Odeillo-Via, 1985
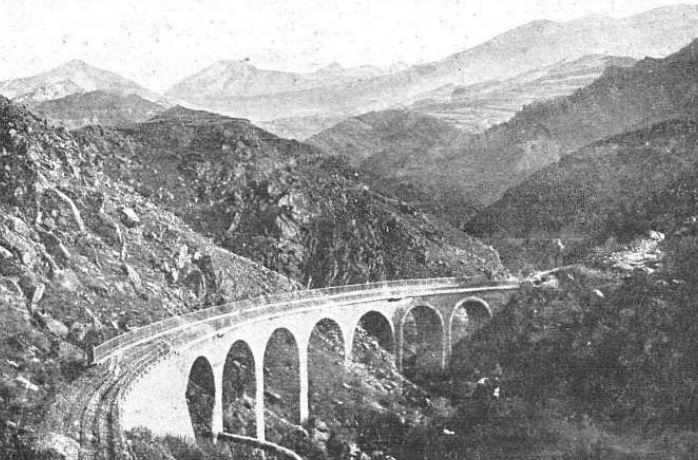
Viaduc du Jardo, mellan Planès och Mont Louis-La Cabanasse
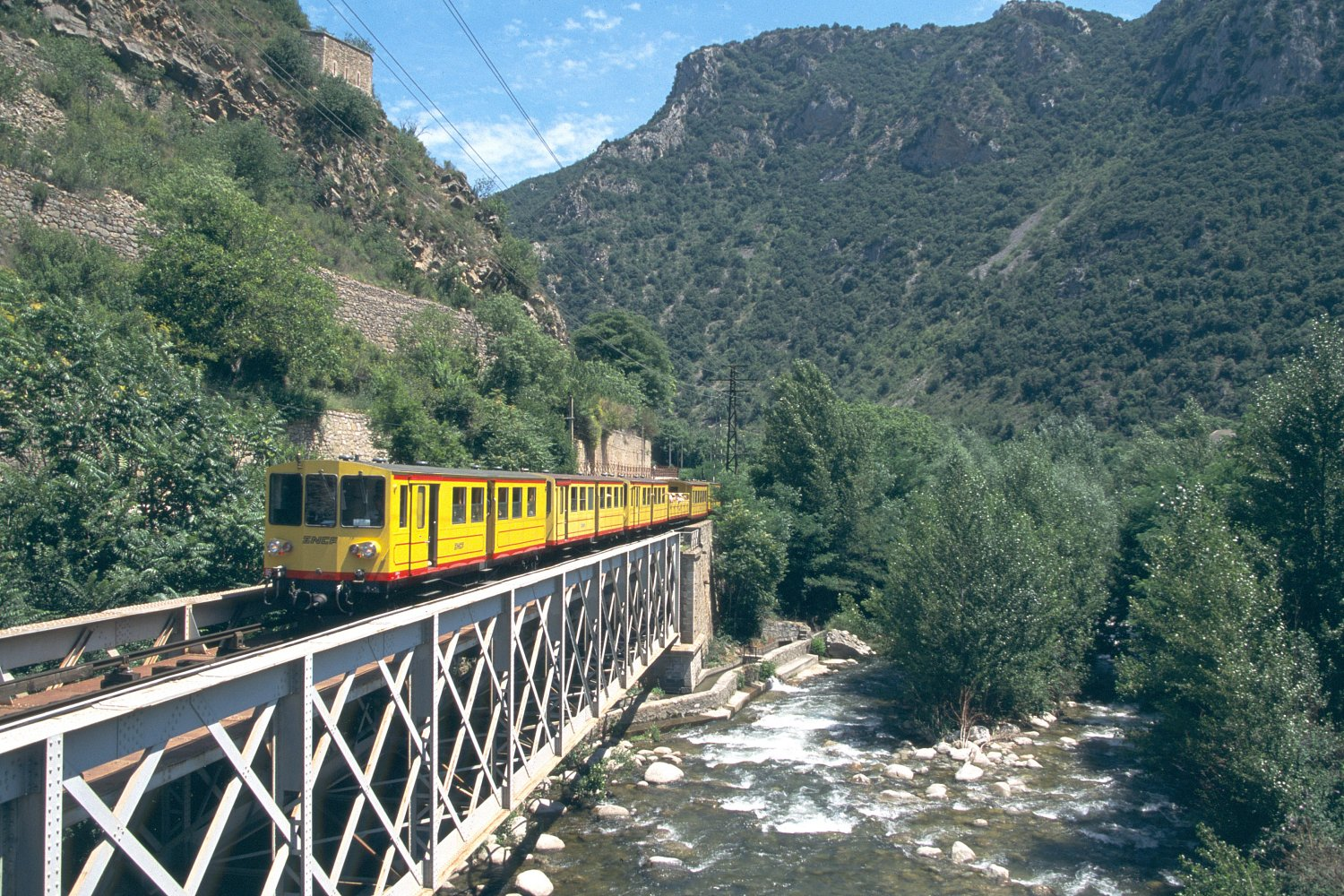
Bro över Têt vid Villefranche-de-Conflent
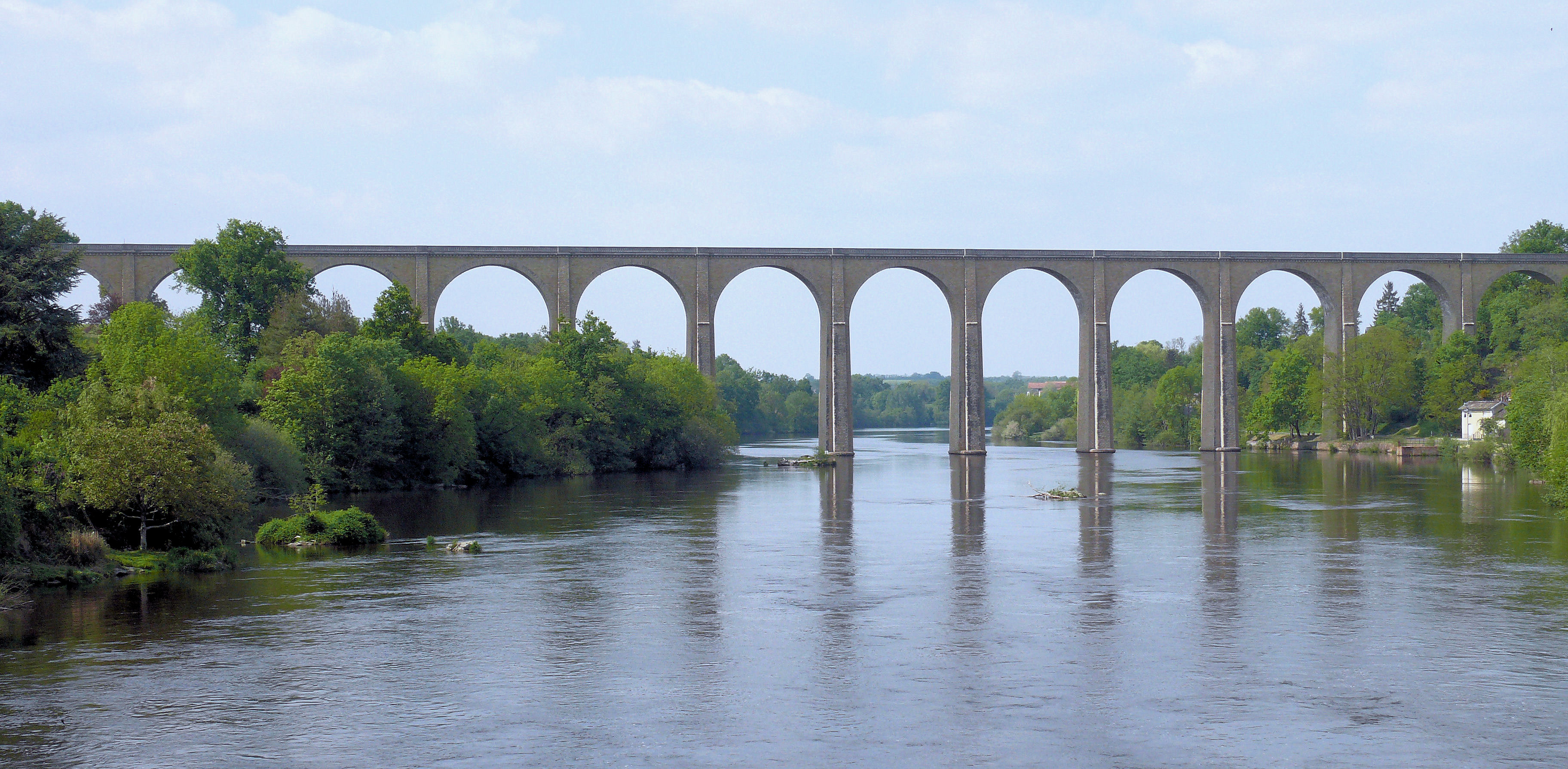
Le viaduc de l'Isle Jourdain, mellan  L'Isle-Jourdain och Le Vigeant
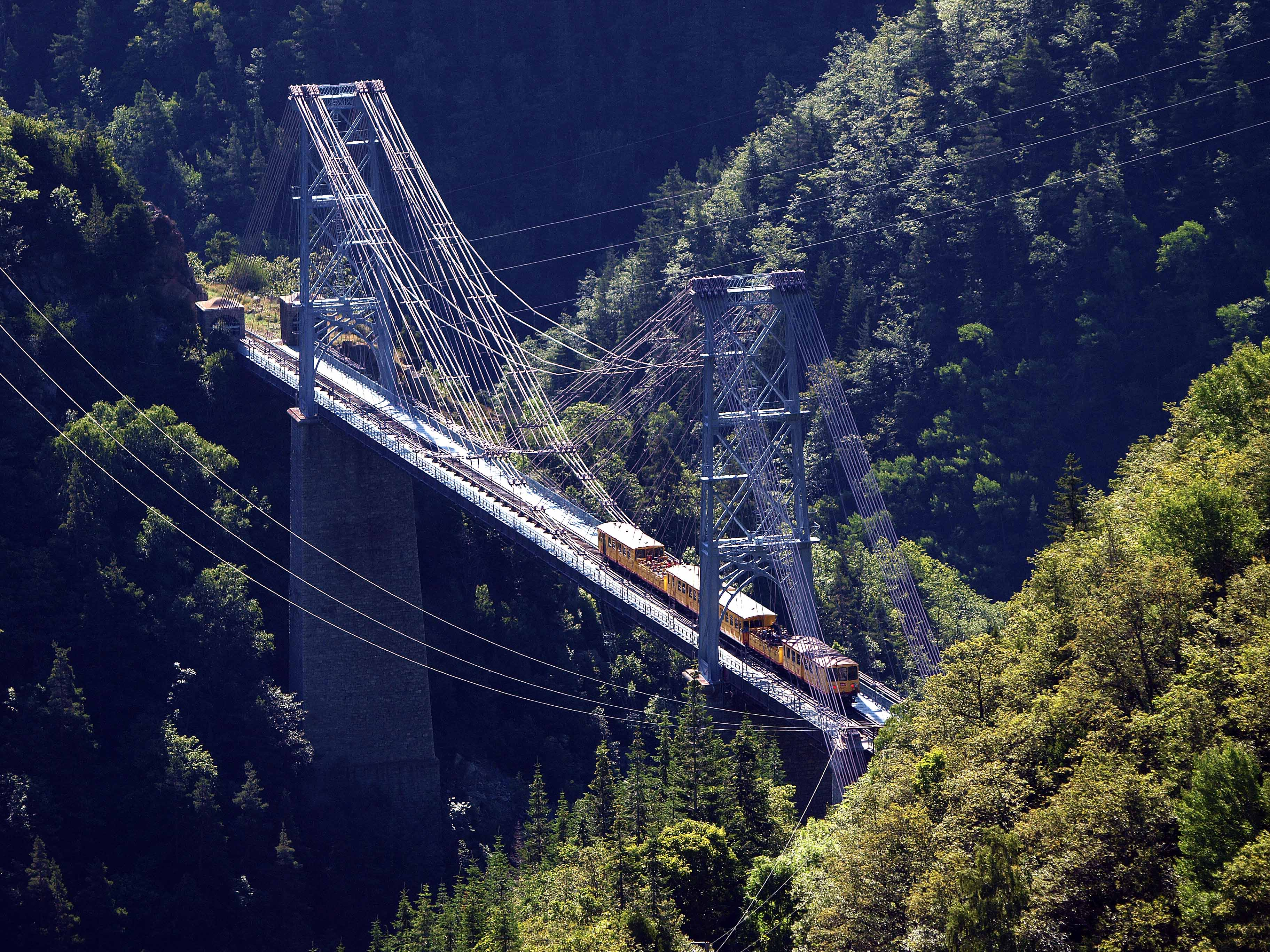
Pont de Cassagne
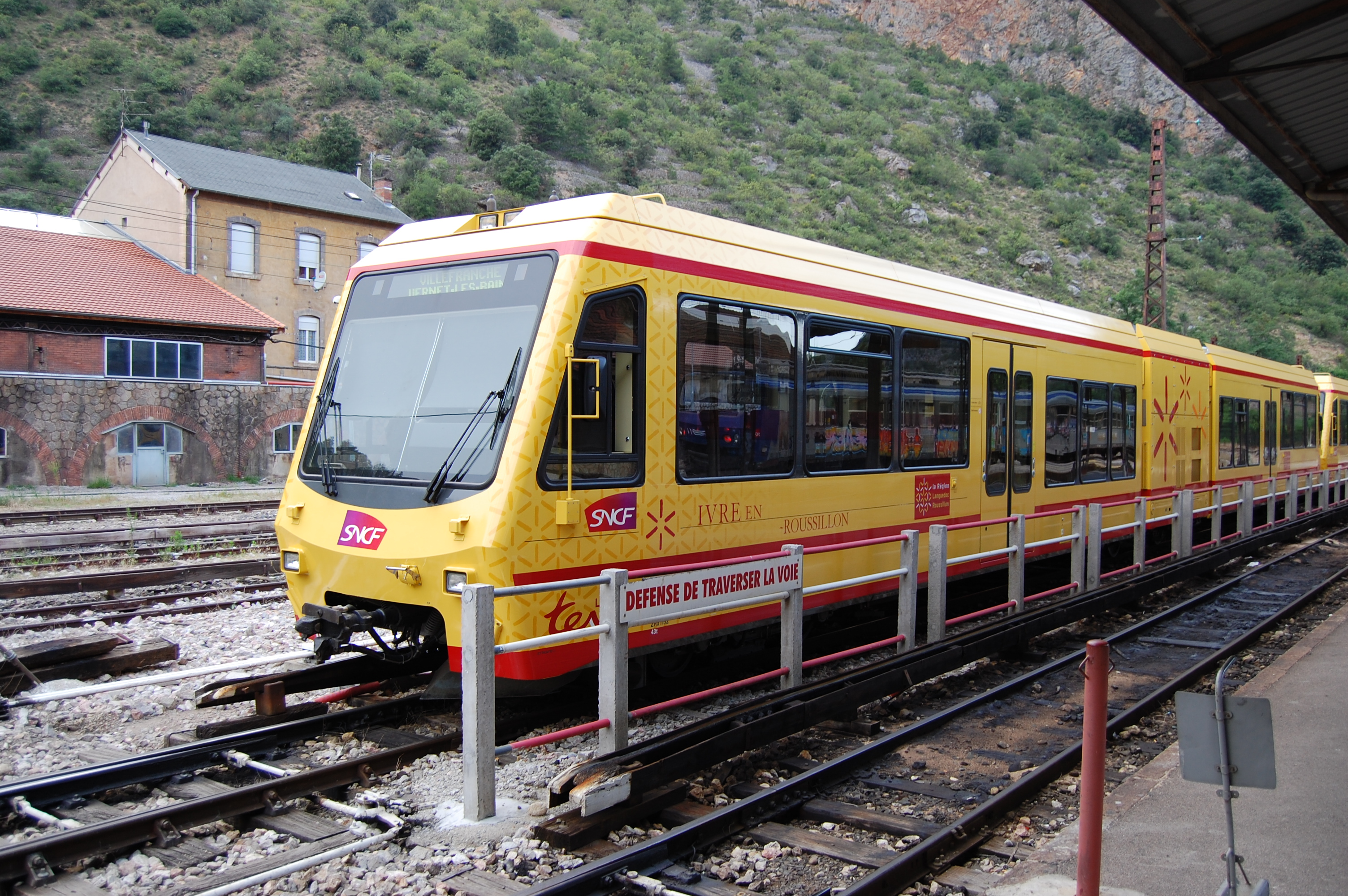
Motorvagnståg littera Z 150 (Stadler Rail GTW), introducerade 2004